# Подбродье
Подбродье — деревня в составе Заводскослободского сельсовета Могилёвского района Могилёвской области Республики Беларусь.

## Географическое положение
Ближайшие населённые пункты: Досова Селиба, Досовичи, Малинник